# A Lei da Terra
A Lei da Terra (1977) é um documentário português de longa-metragem, um filme coletivo da cooperativa Grupo Zero. É um filme militante que aborda o processo da Reforma Agrária no Alentejo, durante o PREC.

## Sinopse
O processo da reforma agrária no Alentejo é visto através de uma análise das estrutura sociais e da luta de classes, culminando com a ocupação de terras pelos camponeses e pela tentativa de criação de novas relações laborais e de propriedade.
Face à sabotagem econômica dos patrões e antigos proprietários, os trabalhadores organizam-se em sindicatos, reclamam emprego e salários justos. Procuram estabelecer uma lei revolucionária: «A terra a quem a trabalha!». Organizam-se em cooperativas e unidades coletivas de produção.
Reagem os agrários expropriados, apoiando-se nos intermediários, nos agricultores do Norte e nos seareiros do Sul.
| Produção      | Grupo Zero                                             |
| Direção       | Alberto Seixas Santos e Solveig Nordlund               |
| Colaboradores | Joaquim Furtado, Serras Gago, Lia Gama e Teresa Caldas |
| Imagem        | Acácio de Almeida, José Luís Carvalhosa, Leonel Efe    |
| Som           | Maria Paola Porru                                      |
| Rodagem       | Primavera / Verão de 1976                              |

## Festivais
- Festival Internacional de Cinema de Leipzig (1977) – Menção honrosa (Películas do Mundo pela paz do Mundo)